# Nikolaj Denkov
Nikolaj Denkov, bolgárul: Николай Денков (Sztara Zagora, 1962. szeptember 3. –) bolgár kémikus, egyetemi tanár, politikus, 2023-tól Bulgária miniszterelnöke.

## Élete
1962. szeptember 3-án született Sztara Zagorában, Bulgáriában. Az általános iskola után a bolgár fővárosba, Szófiába költözött, ahol 1980-ban végzett a Nemzeti Természettudományi és Matematikai Gimnáziumban. Ezt követte a szófiai St. Kliment-Ohridski Egyetem kémia és gyógyszerészet mesterképzése, amelyet 1987-ben fejezett be. 1993-ban megvédte disszertációját és megszerezte doktori fokozatát.
Pályafutása korai szakaszában Denkov vendégkutatóként dolgozott a JRDC-ben (Japán), vezető kutatóként a Rhône-Poulenc R&D-ben (Franciaország), vezető tudósként az Unilever kutatás-fejlesztésben (USA) és vendégprofesszorként Franciaországban (ESPCI-Paris és Univ. Lille).

## Tudományos pályafutása
Denkov 1997 óta adjunktus, 2008 óta pedig a fizikai kémia professzora a Szófiai Egyetemen. 2008 és 2015 között a Műszaki Kémiai Kar vezetője és a Diszperziós rendszerek a kémiai technológiákban mesterképzés igazgatója volt. 2007 óta a kémia doktora. Japánban és a svédországi Uppsalai Egyetemen szakosodott, és vezető tudósként dolgozott olyan magánvállalatok kutatóintézeteiben, mint az Unilever (USA) és a Rhône-Poulenc (Franciaország).
2010-ben elnyerte a legmagasabb nemzeti "Pythagoras" díjat tudományos eredményeiért a bolgár Oktatási és Tudományos Minisztériumtól. 2013-ban megkapta a Szófiai Egyetem Kékszalagos Becsületérmét. 
2012 és 2013 között Denkov tagja volt az Oktatási és Tudományos Minisztérium különböző munkacsoportjainak és a Miniszterek Tanácsának. Aktívan részt vett a Science and Education for Smart Growth operatív program koncepciójának kidolgozásában, valamint a Bolgár Köztársaság és az Európai Bizottság közötti, a 2013–2020 közötti időszakra szóló partnerségi megállapodás tárgyalásaiban.

## Közszolgálati pályafutása
2014 augusztusa és 2016 áprilisa között Denkov a II. Boriszov kormány oktatási és tudományos miniszterhelyettese volt, aki a felsőoktatásért és az európai strukturális alapokért, többek között a Science and Education for Smart Growth operatív program végrehajtásáért felelt. 2017. január 27. és 2017. május 4. között Gerdzsikov ideiglenes kormányának ideiglenes oktatási és tudományügyi minisztere. 
2019-ben Denkov elnyerte az Európai Kolloid és Interfész Társaság (ECIS) Solvay-díját kutatási eredményeiért, és az Academia Europaea teljes jogú tagjává választották.

## Politikai pályafutása

### Oktatási miniszter (2021–2022)
2021. május 12. és 2021. december 13. között a Covid19-világjárvány idején ismét ideiglenes oktatási és tudományügyi miniszter volt I. és II. Janev megbízott kormányában. Amikor a 2021. novemberi általános választások után a We Continue the Change (PP) volt és képes volt a legnagyobb kongresszusi frakcióval kormányozni képes koalíciót alkotni, Denkov lett Kiril Petkov kabinetjének oktatási minisztere.

### Bulgária miniszterelnöke (2023–)
A 2023 áprilisában tartott bolgár parlamenti választások eredményét követően május 22-én Denkov lesz Bulgária miniszterelnöke a két legtöbb szavazatot kapott koalíció, a GERB-SDS és a PP-DB közötti hatalommegosztási megállapodás részeként. A megállapodás azt jelentette, hogy Denkov vezeti az új kormányt a következő kilenc hónapban, mielőtt Mariya Gabriellel pozíciót váltana.
A két érintett koalíció, valamint a Mozgalom a Jogokért és Szabadságokért közötti kiterjedt tárgyalásokat követően június 2-án hivatalos megállapodás született a Denkov-Gabriel kabinet összetételéről. Június 6-án a bolgár nemzetgyűlés 132 igen és 69 nem szavazattal megszavazta Denkov új kormányát. Az új kormány a bolgár biztonsági szektorban gyakorolt orosz befolyás elleni küzdelemre, valamint a schengeni övezethez és az euróövezethez való csatlakozás megszerzésére összpontosít. A politikai válság arra késztette Bulgáriát, hogy 2025-ig elhalassza az euró bevezetését. 2022 decemberében az osztrák és holland ellenzék megakadályozta, hogy Bulgária és Románia a schengeni övezet tagjává váljon.
2023 szeptemberében Denkov Bulgária "értékes partnerének" nevezte Azerbajdzsánt. Denkov elítélte a Hamász cselekedeteit a 2023-as Izrael–Hamász-háború során, és támogatásáról biztosította Izraelt.